# Macromitrium zimmermannii
Macromitrium zimmermannii är en bladmossart som beskrevs av Fleischer 1904. Macromitrium zimmermannii ingår i släktet Macromitrium och familjen Orthotrichaceae. Inga underarter finns listade i Catalogue of Life.